# Gwiździny (powiat nowomiejski)
Gwiździny – wieś w Polsce, położona w województwie warmińsko-mazurskim, w powiecie nowomiejskim, w gminie Nowe Miasto Lubawskie.
W latach 1975–1998 miejscowość należała administracyjnie do województwa toruńskiego. W Gwiździnach znajduje się klub Ibiza Gwiździny, którego ambasadorem jest DJ Killer.

## Integralne części wsi
| SIMC    | Nazwa      | Rodzaj    |
| ------- | ---------- | --------- |
| 1045683 | Gaciarze   | część wsi |
| 0847133 | Gwiździnki | część wsi |
| 1046033 | Sybir      | część wsi |

## Historia
Pierwsza informacja o wsi pochodzi z 1414 roku. Ówcześnie miejscowość znana była pod nazwą Quesing, stanowiła własność Kapituły Chełmińskiej. Ostateczna nazwa wsi powstała się 1570 roku. Wtedy miejscowość obejmowała 80 łanów ziemi, 14 zagród, kościół a także karczmę. W roku 1789 wieś obejmowała 29 gospodarstw, a w roku 1868 wieś liczyła 561 mieszkańców.
Majątek w Gwiździnach w 1910 roku przejmuje Wilhelm Modrow, by piętnaście lat później w 1925 r. przekazać go swojemu synowi Henrykowi. Ten zaś jest tam gospodarzem do 1945 roku. Okres międzywojenny rozsławił Gwiździny pod kątem uprawy ziemniaków odmiany Modrow oraz hodowli kwiatów i sadownictwa. Od 1946 roku gwiździński majątek należy do Skarbu Państwa i tworzy PGR Mszanowo. Obecnie jest to własność Agencji Własności Rolnej Skarbu Państwa.

## Jeziora
W Gwiździnach są dwa jeziora. W pierwszym z nich można z powodzeniem łowić ryby. W lato służy też jako wodopój dla bydła. Natomiast drugie jezioro o nazwie Rubkowo ma swoje zastosowanie jako kąpielisko. Z Rubkowem wiąże się stara legenda mówiąca o tym, że w drodze na Grunwald Jagiełło zatrzymał się tam, by napoić konie swego wojska.

## Kościół
W wieku XVI istniał tu kościół posiadający trzy ołtarze i trzy dzwony na wieży. Został on prawdopodobnie zniszczony podczas wojen szwedzkich. Po rozbiorach Polski kościół zaczął popadać w ruinę. Wzmianka z roku 1806 mówi o doniesieniu parafian do biskupa o tym, że kościół grozi zawaleniem. W wyniku tego, świątynię rozebrano.
Obecny kościół został zbudowany w latach 30. XX w. Zbudowany jest z cegły na kamiennej podmurówce, a w 1986 roku rozbudowany o dzisiejsze prezbiterium. Na północ od świątyni znajduje się kostnica, a obok plebania z figurą Matki Boskiej z 1990 roku umieszczoną przy wjeździe. Natomiast przy południowym murze prezbiterium znajduje się kapliczka z cegły na planie kwadratu o wysokości około 5 m. Przy kościele został pochowany wedle swej ostatniej woli wieloletni proboszcz parafii ks. Kazimierz Wróblewski.

## Szkoła
W Gwiździnach znajduje się szkoła podstawowa zbudowana na początku XX w. Była parterowa z piecami kaflowymi i panowały złe warunki lokalowe. Dnia 4 marca 2000 roku nadano szkole imię ks. Kazimierza Wróblewskiego. W 2006 roku z inicjatywy dyrektor szkoły Hanny Błaszkowskiej szkołę wyremontowano zmieniając ją w jedną z najnowocześniejszych placówek w powiecie. Rok później oddano do użytku halę gimnastyczną z bogatym wyposażeniem. Szkoła ma też nowoczesną salę komputerową.